# تشيكا
هيئة الطوارئ الروسية لمكافحة الثورة المضادة والتخريب (روسية:Всеросси́йская чрезвычайная коми́ссия по борьбе́ с контрреволюцией и саботажем) كانت أول منظمات الأمن القومي السوفيتي وتسمى اختصاراً بالتشيكا. تأسست بتاريخ 20 ديسمبر 1917، بعد مرسوم صادر عن فلاديمير لينين، وقادها لاحقاً الأرستقراطي البولندي الذي أصبح شيوعيًّا، فيلكس دزيرجينسكي.